# 3A游戏

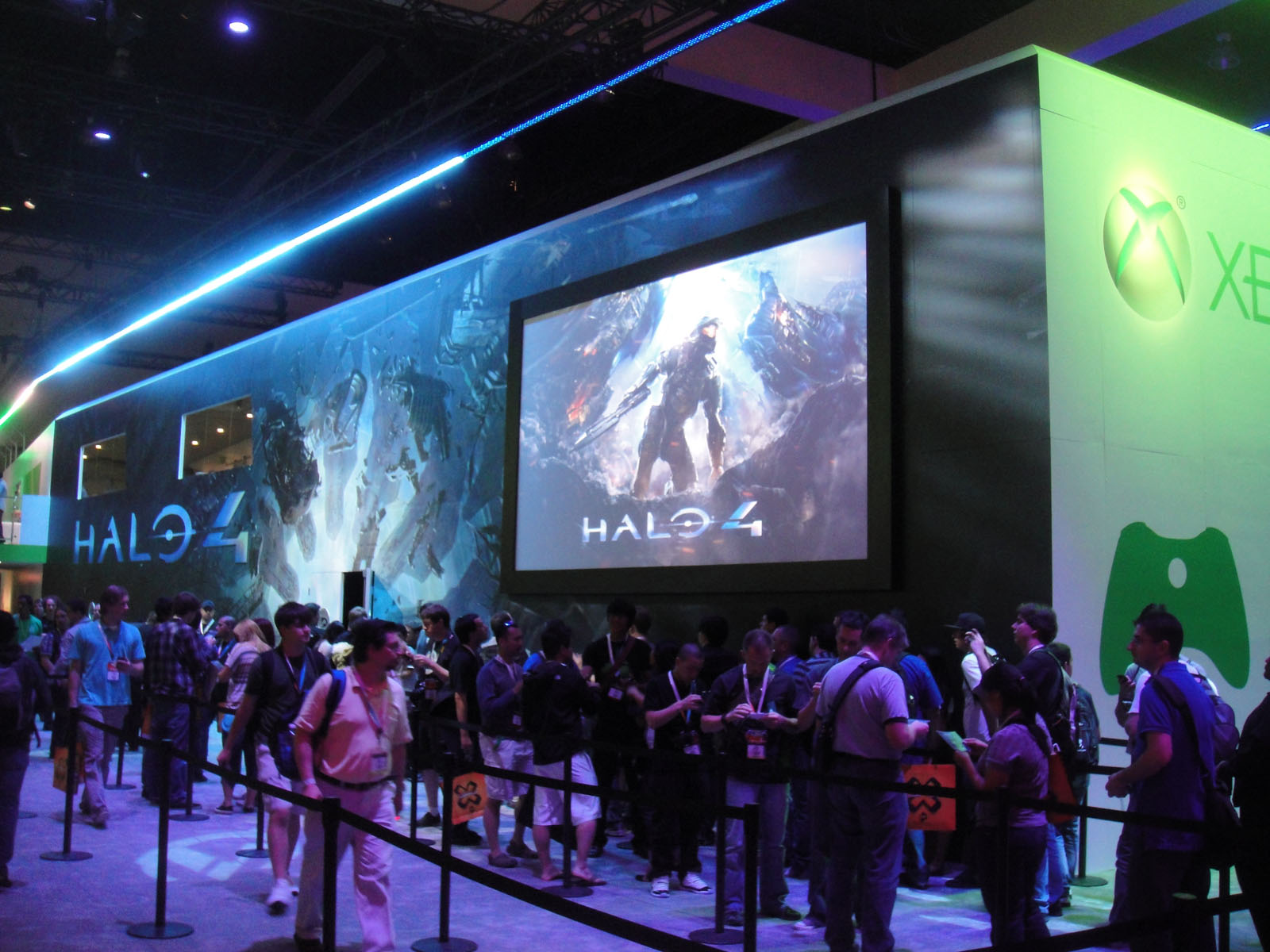
2012年E3電子遊戲展中的AAA作品《HALO4》

AAA游戏（英語：AAA/Triple-A game）也称为3A游戏，為電子遊戲產業中的一個分野，但實際上未有准确的定义，一般认为是指投入高製作費用與高行銷成本的游戏。其中行銷成本也是巨大的開銷，宣傳費用甚至可能超過製作遊戲本身的花費。因其膨大的計劃規模，AAA遊戲的製作日程也遠較一般游戲更為漫長。
根據inXile娛樂CEO Brian Fargo的訪談，在2018年以相對AAA遊戲低一階的AA遊戲（Double-A game）來看，其製作費用的上限已攀升達2000萬美元；由上述數字可知，AAA遊戲的製作費用無疑是一筆相對更高的巨額投資。前索尼互動娛樂CEO Shawn Layden指出，綜觀2020年市場中的多數AAA遊戲，僅估算製作費用約在8000萬至1億5000萬美元的水準，並需耗費長達5年的製作時間方能上市。
在2020年代單就入門等級表現之AAA遊戲的製作費用來說，平均已需投入約6000萬美元來開發，若要求多樣的功能和更華麗的畫面則要再追加預算，遊戲產業整體的成本上升也導致了遊戲售價相應推高。Xbox遊戲工作室的主管Matt Booty稱，在2020年代因遊戲畫面等指標的門檻抬高，打造AAA遊戲所需的時間已大幅拉長，估計要有約4至6年的開發期才能將作品完成。

## 起源
1983年伴随着雅达利冲击事件，整个北美游戏行业进入大萧条。于是，早期现代主义的电子游戏在80年代出现，游戏公司急需一个崭新而准确的标准术语来区分游戏的优劣。任天堂等公司第一批创建品質审核机制，若游戏通过这个审核则意味着该游戏的品質有一定保证。 Krome墨尔本工作室的则重新诠释高品质的定义——零缺陷。这在当时的游戏业内都是不敢想象的。此时业内对游戏品質的评判多还是通过数字或者文字评论，而没有相关的专有词汇来描述、分类。
于是從90年代開始，在美国的一些游戏產业会议中（如CES、CGDC、E3和其他私人会议），有些企业开始使用AAA一詞來描述自家遊戲作品的規模與水準。这源自於美国的学术评分方式：A为最高，F表示最低。游戏领域AAA有时可视同电影中的“大片”。进入千禧年以来，许多发行商尚在游戏发行前，就将之冠上AAA，并投入巨额的研发與行销预算。

## 相關概念

### III（Triple-I）
相對於有大型發行商跟大量宣傳的作品，独立游戏（Indie game）類別中，對大手筆開發完成的佳作，也有用來稱讚的用語「III」。